# Bamberg, Staatsbibliothek, Msc.Lit.1
Die Handschrift Bamberg, Staatsbibliothek, Msc.Lit.1 (manchmal aufgrund seiner Schriftheimat auch Fuldaer Sakramentar genannt; Altsignatur: A.II.52) ist ein reich illuminiertes hochmittelalterliches Sakramentar. Die Handschrift wurde Anfang des 11. Jahrhunderts in Fulda angefertigt und gelangte vermutlich auf Veranlassung Heinrichs II. noch zu dessen Lebzeiten nach Bamberg. Heute wird sie als Teil der Kaiser-Heinrich-Bibliothek in der Staatsbibliothek Bamberg verwahrt.

## Beschreibung
Der Kodex misst 22,5 auf 16,5 cm und umfasst 226 Blatt relativ dickes Pergament in 29 Lagen. Der Kalender (fol. 4r–11v) ist mit 25 Zeilen, der Hauptteil meist mit 19 Zeilen beschrieben. Der Einband ist mit einem Seidenbezug, einer Elfenbeinschnitzerei und einem silbernen Rahmen geschmückt. Die Elfenbeinschnitzerei zeigt eine Maria Hodegetria; anders als bei Handschriften wie Msc.Lit.7 gibt es keine Hinweise, dass es sich um eine Zweitverwendung handelt. Wo der Silberrahmen angefertigt wurde, ist umstritten.
Die Schrift ist eine Minuskel des frühen 11. Jahrhunderts; Hoffmann spricht den Großteil des Textes einem einzigen Fuldaer Schreiber zu. Frühe Nachträge weist er Schreibern des Klosters Michelsberg zu, oder Fuldaer Mönchen, die dorthin gegangen waren.
Initialen, Überschriften und andere Elemente sind durch Auszeichnungsschriften, die mit roten und anderen farbigen Tinten geschrieben und teils aufwändig gestaltet; teilweise kommt auch Goldtinte (fol. 15r–19r sogar Gold auf Purpur) zum Einsatz. Als Auszeichnungsschrift dient eine Capitalis rustica.
Msc.Lit.1 ist durch Zierseiten und zahlreiche, oft zweizonige Miniaturen geschmückt, darunter ein Autorenbild (Gregor der Große und Gelasius I.) auf fol. 12v und zwei Weihnachtsszenen (fol. 25r).

## Herkunft
Der Kodex stammt aus dem Kloster Fulda. Von dort gelangte er wohl zunächst ins Kloster Michelsberg und dann zu einem unbekannten Zeitpunkt in den Bamberger Domschatz. Seit Anfang des 19. Jahrhunderts wird Msc.Lit.1 in der heutigen Staatsbibliothek Bamberg verwahrt.

## Inhalt
Den Hauptteil der Handschrift machen der Messkanon, das Temporale und das Sanctorale aus (fol. 13v–217v). Davor finden sich Votivmessen und ein Kalender mit Obituar, dahinter weitere Votivmessen und ein Ordo missae für den Bischof.
Das eigentliche Sakramentar ist ein „‚Sacramentarium Gregorianum mixtum‘ in einer für Fulda typischen Version“.
Die Liste der Toten umfasst vor allem Bamberger Domherren und wurde bis 1057, vielleicht bis 1065 ergänzt. In der Missa pro imperatore („Messe für den Kaiser“) sind Ergänzungen zur Erwähnung des Herrschers vorgenommen, die nach Hoffmann auf Heinrich IV. bezogen sind; ein Zusatz könnte auf eine Messe für dessen Frau Agnes hinweisen.